# Jean Thomas (football)
Pour les articles homonymes, voir Jean Thomas.
Jean Thomas est un footballeur français né le 8 juin 1929 à Toulouse et mort le 28 janvier 2018 à Avignon.

## Biographie
Il évolue dans les années 1950 à Montpellier, puis à Troyes, et enfin à Limoges, où il est capitaine. 
Il est par la suite entraîneur, notamment de l'équipe de Chambéry (en étant champion de France amateur en 1962) et de l'Association Sportive de Muret. 
Après la fin de sa carrière de footballeur, il exerce, assisté de son épouse, la profession de kinésithérapeute à Toulouse jusqu'à l'âge de la retraite. En parallèle de cette seconde carrière, qu'il mène avec la même rigueur et la méme passion que celle de footballeur, il continue à œuvrer comme entraîneur notamment au sein de l'U.S. Colomiers Football et de l'AS Muret.
Jean Thomas décède le 28 janvier 2018 à l'âge de 88 ans.

## Palmarès
- Finaliste de la Coupe de France en 1956 avec Troyes
- Champion de France amateur en 1962 avec Chambéry (comme entraîneur)